# مونتيانو
مونتيانو (بالإيطالية: Montiano)‏ هي بلدية في مقاطعة فورلي تشيزينا في إقليم إميليا رومانيا الإيطالي.

## السكان
في سنة 1861 بلغ عدد السكان 1٬659 نسمة، وتطور العدد ليصل في سنة 2011 لـ 1٬701 نسمة.
يظهر هذا المخطط البياني تطور النمو السكاني لـ مونتيانو